# Svart solabborre
Svart solabborre (Pomoxis nigromaculatus) är en fiskart som först beskrevs av Charles Alexandre Lesueur 1829.  Svart solabborre ingår i släktet Pomoxis och familjen Centrarchidae. Inga underarter finns listade i Catalogue of Life.
Arten når i genomsnitt en längd av 27,5 cm och några exemplar blir 49 cm långa och 2,7 kg tunga. Artepitet i det vetenskapliga namnet syftar på svarta punkter som finns på kroppen.
Svart solabborre lever främst i östra Nordamerika från Manitoba och Texas österut till Atlanten. Små avskilda populationer finns i British Columbia, delstaten Washington och kanske Alberta. Fisken hittas i vattendrag med mjuk botten och vattenväxter. Exemplaren bildar stim. Vattnets temperatur varierar beroende på utbredning mellan 14 och 31 °C. Det har ett pH-värde mellan 6,0 och 7,5.
Enskilda populationer hotas av landskapsförändringar. Hela beståndet bedöms som stort. IUCN listar arten som livskraftig (LC).